# Veitchia joannis
Pour les articles homonymes, voir Veitchia et Joannis.
Espèce
Classification phylogénétique
Statut de conservation UICN

 LC  : Préoccupation mineure
Veitchia joannis est une espèce de plantes du genre Veitchia de la famille des Arecaceae (Palmae).